# Pseudosphenoptera chrysorrhoea
Pseudosphenoptera chrysorrhoea là một loài bướm đêm thuộc phân họ Arctiinae, họ Erebidae.